# Elghiate
Elghiate (franska: Elghiate (CR), Elghiate (Commune Rurale), arabiska: اتوابت) är en kommun i Marocko.   Den ligger i provinsen Safi och regionen Marrakech-Safi, i den norra delen av landet, 300 km sydväst om huvudstaden Rabat. Antalet invånare är 25 502.